# Mazandaran

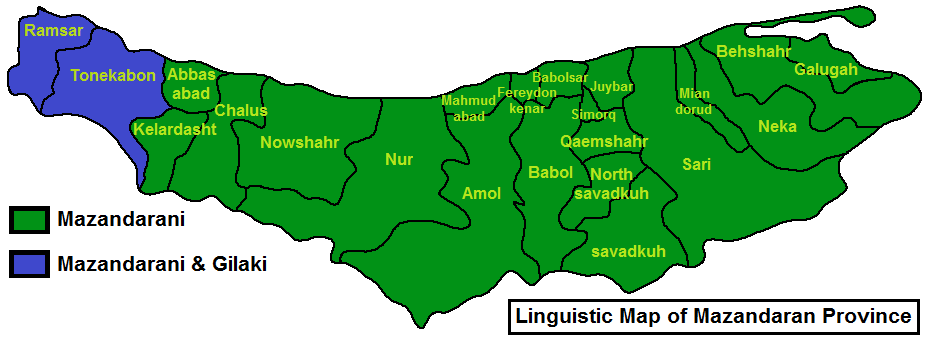
Sprachen in Mazandaran

Landkreise der Provinz Mazandaran

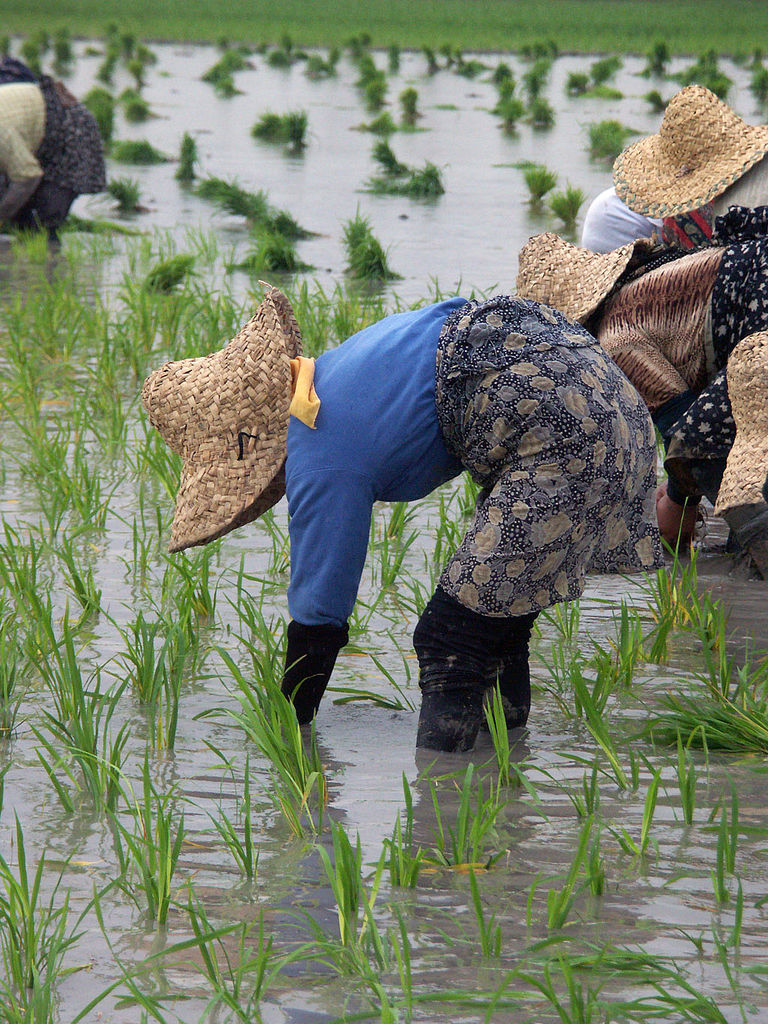
Frauen in den Reisfeldern Mazandarans

Mazanderan, auch Masandaran und Masanderan (persisch مازندران, DMG Māzandarān, masanderanisch مازرون DMG Māzerūn oder مازندرون, DMG Māzanderūn), ist eine iranische Provinz in Nordiran. Sie ging aus der alten Provinz Tabaristan hervor. Die Hauptstadt ist Sari.
In der Provinz leben 3.283.582 Menschen (Volkszählung 2016). Die Provinz ist 23.701 Quadratkilometer groß. Die Bevölkerungsdichte beträgt 138 Einwohner pro Quadratkilometer.

## Sprache
In Mazandaran wird die mazandaranische Sprache (persisch: Māzanderānī) gesprochen.

## Geschichte
Mazandaran war in der Antike Teil von Tabaristan. Hier konnten sich immer wieder örtliche Dynastien in gewisser Unabhängigkeit von den umliegenden Staaten etablieren. Das bekannteste Beispiel sind die Ziyariden, die zwischen 928 und 1090 herrschten. Mazandaran wird häufig im Schāhnāme von Firdausi als von Diven bewohnte dämonische Landschaft erwähnt, die jedoch das heutige Indien meinen könnte.

## Geographie
Die Grenze zur Provinz Teheran verläuft über den Damawand, dem mit 5671 m höchsten Gipfel des gewaltigen Elburs-Gebirges (persisch Alborz). Weitere 50 km südlich liegt die Hauptstadt Teheran. Im Osten grenzt Chorasan. Durch das Elburs-Gebirge wird Mazandaran bzw. die Ebene von Mazandaran vom trockenen wüstenartigen Binnenland abgeschirmt. An den Berghängen herrscht ein gemäßigtes, relativ feuchtes Klima. Hier wachsen Ausläufer des Hyrcanischen Waldes. An diesen gemäßigten Regenwald schließt sich die Elburs-Waldsteppe mit einem eher trockenen Klima an.

## Landwirtschaft
Die Mispel wird am Kaspischen Meer in Mazandaran kultiviert. Außerdem wird im Tiefland Mazandarans Reis angebaut und im Damavand-Gebirge nahe der Stadt Firūzkuh sind große Kartoffelfelder zu sehen. Bekannt ist Mazandaran des Weiteren auch für Orangen und Feigen.

## Verwaltungsgliederung
Mazandaran gliedert sich in folgende Landkreise:
1. Abbas Abad
2. Amol
3. Babol
4. Babolsar
5. Behschahr
6. Fereydunkenar
7. Galugah
8. Dschuybar
9. Kelardascht
10. Mahmudabad
11. Miyandorud
12. Neka
13. Nouschahr
14. Nur
15. Qaem-Schahr
16. Ramsar
17. Sari
18. Savadkuh
19. Savadkuh-e Schomali
20. Simorgh
21. Tonekabon
22. Tschalus

## Hochschulen
- Bābol University of Medical Sciences
- Shomāl University
- Mazandaran University of Medical Sciences
- University of Mazandaran
- Behshahr University of Science and Technology
- Islamic Āzād University of Nekā
- Islamic Āzād University of Sāri
- Islamic Āzād University of Tonekābon
- Islamic Āzād University of Bābol
- Islamic Āzād University of Āmol
- Imam Khomeini University for Naval Sciences

## Söhne und Töchter

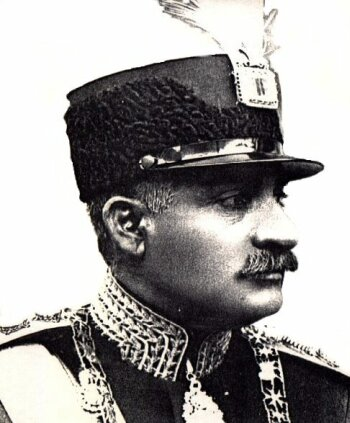
Reza Schah Pahlavi

- Reza Schah Pahlavi (1878–1944), Schah von Persien
- Nima Youschidsch (1897–1960), persischer Dichter
- Khosrow Sinai (1941–2020), Filmregisseur
- Gholam Hossein Banan (1911–1986), Musiker und Sänger
- Abdollah Movahed (* 1940), Ringer
- Imam-Ali Habibi (* 1931), Ringer
- Reza Yazdani (* 1984), Ringer
- Reza Allamehzadeh (* 1943), niederländischer Filmemacher, Filmkritiker und Schriftsteller iranischer Herkunft
- Towhidi Tabari (* 1964), Kalligraph und Maler
- Schamseddin Hosseini (* 1967), Politiker, islamischer Geistlicher
- Scheys Rezai (* 1984), Fußballspieler
- Mohammad Ali Sadschādi (* 1957), Künstler
- at-Tabarī (839–923), Historiker und Gelehrter
- ʿAlī ibn Sahl Rabban at-Tabarī (um 805–um 870), Arzt und Gelehrter